# Irvine (North Ayrshire)
Irvine — Irbhinn en gaèlic escocès, Irvin en scots— és una ciutat de l'oest d'Escòcia. En 2007 la ciutat era, amb 39.527 habitants, la més poblada de North Ayrshire. Té una superfície d'uns 16 km² que inclou dues petites illes i està situada a poc més de 40 km al sud de Glasgow.
Irvine va ser declarada Royal Burgh (estatus d'autonomia específic escocès) en 1372 pel rei Robert II. Avui en dia és un important port marítim i acull el Museu Marítim d'Escòcia.
Irvine és també el lloc de naixement de la Primera Ministra d'Escòcia, Nicola Sturgeon. La ciutat està agermanada amb Saint-Amand-les-Eaux, ciutat del nord de França propera a Lilla.